# Tumbalá
Tumbalá est une municipalité mexicaine de l'État du Chiapas.